# أبلما
أبلما هي أكلة لبنانية اشتهرت في بلاد الشام، تختلف تسميتها من بلد إلى آخر. تعتبر الأبلما طبق مغذي غني بالألياف وتحضّر من الكوسى والبصل والطماطم والصنوبر ومعجون الطماطم واللحم المفروم والبهار والقرفة والملح.
تحتوي وجبة الأبلما (320غ تقريبًا) بحسب موقع شهية، على المعلومات الغذائية التالية:
- السعرات الحرارية: 527
- الدهون: 52
- الدهون المشبعة: 6
- الكوليسترول: 22
- الكربوهيدرات: 8
- البروتينات: 12

مع العلم أنه لم يتم احتساب الزيت

## وصلات خارجية
وصفة الأبلما مع معلوماتها الغذائية